# Grand Prix Włoch 1935
Grand Prix Włoch 1935 (oryg. XIII Gran Premio d'Italia) – jeden z wyścigów Grand Prix rozegranych w 1935 roku oraz czwarta eliminacja Mistrzostw Europy AIACR.

## Lista startowa
Na niebieskim tle kierowcy, którzy nie wzięli udziału w kwalifikacjach, lecz współdzielili samochód w czasie wyścigu
| Nr | Kierowca                | Zespół                 | Samochód             | Silnik                |   |
| -- | ----------------------- | ---------------------- | -------------------- | --------------------- | - |
| 2  | Giuseppe Farina         | Scuderia Subalpina     | Maserati V8RI        | Maserati 4.2 V-8      | ? |
| 4  | Piero Taruffi           | Automobiles E. Bugatti | Bugatti T59          | Bugatti 3.8 S-8       | ? |
| 6  | Rudolf Caracciola       | Daimler-Benz AG        | Mercedes-Benz W25    | Mercedes-Benz 4.3 S-8 | ? |
| 6  | Luigi Fagioli           | Daimler-Benz AG        | Mercedes-Benz W25    | Mercedes-Benz 4.3 S-8 | ? |
| 10 | Tazio Nuvolari          | Scuderia Ferrari       | Alfa Romeo 8C-35     | Alfa Romeo 3.8 S-8    | ? |
| 12 | Hans Stuck              | Auto Union AG          | Auto Union B         | Auto Union 5.6 V-16   | ? |
| 14 | Philippe Étancelin      | Scuderia Subalpina     | Maserati V8RI        | Maserati 4.2 V-8      | ? |
| 16 | Jean-Pierre Wimille     | Automobiles E. Bugatti | Bugatti T59          | Bugatti 3.8 S-8       | ? |
| 18 | Luigi Fagioli           | Daimler-Benz AG        | Mercedes-Benz W25    | Mercedes-Benz 4.3 S-8 | ? |
| 20 | René Dreyfus            | Scuderia Ferrari       | Alfa Romeo Tipo B/P3 | Alfa Romeo 3.8 S-8    | ? |
| 20 | Tazio Nuvolari          | Scuderia Ferrari       | Alfa Romeo Tipo B/P3 | Alfa Romeo 3.8 S-8    | ? |
| 22 | Achille Varzi           | Auto Union AG          | Auto Union B         | Auto Union 5.6 V-16   | ? |
| 24 | Goffredo Zehender       | Scuderia Subalpina     | Maserati 6C-34       | Maserati 3.7 S-6      | ? |
| 26 | Manfred von Brauchitsch | Daimler-Benz AG        | Mercedes-Benz W25    | Mercedes-Benz 4.3 S-8 | ? |
| 28 | Attilio Marinoni        | Scuderia Ferrari       | Alfa Romeo Tipo B/P3 | Alfa Romeo 3.8 S-8    | ? |
| 30 | Bernd Rosemeyer         | Auto Union AG          | Auto Union B         | Auto Union 5.6 V-16   | ? |
| 32 | Pietro Ghersi           | Scuderia Subalpina     | Maserati 6C-34       | Maserati 3.7 S-6      | ? |
| 34 | Hermann Lang            | Daimler-Benz AG        | Mercedes-Benz W25    | Mercedes-Benz 4.3 S-8 | ? |
| 36 | Paul Pietsch            | Auto Union AG          | Auto Union B         | Auto Union 5.6 V-16   | ? |
| 36 | Bernd Rosemeyer         | Auto Union AG          | Auto Union B         | Auto Union 5.6 V-16   | ? |
| Nr | Kierowca                | Zespół                 | Samochód             | Silnik                |   |

## Wyniki

### Wyścig
Źródło: kolumbus.fi
| P                                                     | + / – | Nr | Kierowca                        | Konstruktor   | Okr. | Czas / Strata      | Komentarz              |
| ----------------------------------------------------- | ----- | -- | ------------------------------- | ------------- | ---- | ------------------ | ---------------------- |
| 1                                                     | 4     | 12 | Hans Stuck                      | Auto Union    | 73   | 3h40:09            |                        |
| 2                                                     | 7     | 20 | René Dreyfus Tazio Nuvolari     | Alfa Romeo    | 73   | +1:41              | Samochód współdzielony |
| 3                                                     | 14    | 36 | Paul Pietsch Bernd Rosemeyer    | Auto Union    | 70   | +3 okr             | Samochód współdzielony |
| 4                                                     | 9     | 28 | Attilio Marinoni                | Alfa Romeo    | 68   | +5 okr             |                        |
| 5                                                     | 3     | 4  | Piero Taruffi                   | Bugatti       | 59   | +14 okr            |                        |
| Niesklasyfikowani                                     |       |    |                                 |               |      |                    |                        |
|                                                       |       | 34 | Hermann Lang                    | Mercedes-Benz | 55   | Silnik             |                        |
|                                                       |       | 10 | Tazio Nuvolari                  | Alfa Romeo    | 45   |                    |                        |
|                                                       |       | 26 | Manfred von Brauchitsch         | Mercedes-Benz | 42   | Wypadek            |                        |
|                                                       |       | 6  | Rudolf Caracciola Luigi Fagioli | Mercedes-Benz | 41   | Skrzynia biegów    | Samochód współdzielony |
|                                                       |       | 16 | Jean-Pierre Wimille             | Bugatti       | 27   |                    |                        |
|                                                       |       | 30 | Bernd Rosemeyer                 | Auto Union    | 19   | Tylna oś           |                        |
|                                                       |       | 24 | Goffredo Zehender               | Maserati      | 15   | Awaria mechaniczna |                        |
|                                                       |       | 14 | Philippe Étancelin              | Maserati      | 15   | Wypadek            |                        |
|                                                       |       | 22 | Achille Varzi                   | Auto Union    | 14   | Silnik             |                        |
|                                                       |       | 18 | Luigi Fagioli                   | Mercedes-Benz | 11   |                    |                        |
|                                                       |       | 32 | Pietro Ghersi                   | Maserati      | 4    | Silnik             |                        |
| Nie wystartowali / niedopuszczeni do ponownego startu |       |    |                                 |               |      |                    |                        |
|                                                       |       | 2  | Giuseppe Farina                 | Maserati      |      |                    |                        |
| P                                                     | + / – | Nr | Kierowca                        | Konstruktor   | Okr. | Czas / Strata      | Komentarz              |

### Najszybsze okrążenie
Źródło: teamdan.com
| Nr | Kierowca       | Konstruktor | Czas   | Okr. |
| -- | -------------- | ----------- | ------ | ---- |
| 10 | Tazio Nuvolari | Alfa Romeo  | 2:49,8 |      |